# Michitomo
michitomo（みちとも、1977年5月18日）は日本の音楽プロデューサー・ソングライター・編曲家・トラックメイカー・リミキサー。北海道帯広市出身。北海道帯広柏葉高等学校卒業。野付牛自動車学校を卒業している。大華奈央香名義で作詞を行った作品がある。
声優 五十嵐雅とのユニット「おこさまブランチ」のメンバー、山田昌治（YU-M エンターテインメント代表取締役）、劔樹人（ベーシスト、漫画家）と「Around 40 Japanese Guyz」を立ち上げ、メンバーである。

## ディスコグラフィー

### 楽曲提供作品
- Power Age
  - 約束（作曲・編曲）
- MUSASHI'S featuring P-A
  - だいすき!!（コーラスアレンジ）
- V6
  - きっとよくなる（編曲）

- 滝沢乃南
  - STEREO FUTURE（編曲）

- 土屋アンナ
  - Imitation Night（作曲・編曲）

- INFLAVA
  - Doing（編曲）
  - Coupling（編曲）
  - せつないんぐ。（編曲）
  - Homing（編曲）
  - Tuning（編曲）
  - Programing（編曲）
  - まじないんぐ（編曲）
  - Calling（編曲）
  - Teaching（編曲）
  - Beating（編曲）
  - Holding（編曲）
- SPYAIR
  - ジャパニケーション（編曲）
  - 切なafraid（編曲）
  - 感情ディスコード（編曲）
  - 哀より愛し（編曲）
  - Re:カバリー（編曲）
  - SINGING（編曲）
  - Just Like This（編曲）
- Sherry
  - ロマンティックあげるよ（編曲）
  - SEPARATE（編曲）
- 福田沙紀
  - リーク（編曲）
  - Lips（編曲）
  - 南風（編曲）
  - Candy（編曲）
  - Snow Rain（編曲・音楽プロデュース）
  - I wish...（編曲・音楽プロデュース）
- アンティック-珈琲店-
  - Let's brand new wave（音楽プロデュース）
  - NYAPPY in the parallel world（音楽プロデュース）
- 超新星
  - promise（編曲）
  - 今すぐキミに届けたい（編曲）
  - キミのBirthday（編曲）
  - Theme of Choshinsei（作曲・編曲）
- 松井常松
  - YOROKOBI NO UTA（編曲）
  - WORKING MAN（プログラミング）
- 弓木英梨乃
  - LØST -「携帯彼氏」（編曲）
  - Pride（編曲）
  - BLUE（編曲）
- 小向美奈子
  - I am Scandal（編曲）
  - Material World（作曲・編曲）
- KAN
  - REGIKOSTAR 〜レジ子スターの刺激〜（共同音楽プロデュース）
- ももいろクローバーZ
  - 走れ!（作曲・編曲）
  - 全力少女（作曲・編曲・音楽プロデュース）
  - 走れ! -Z ver.-（作曲・編曲）
  - 今宵、ライブの下で（作曲・編曲）
  - GET Z, GO!!!!!（作曲・編曲[2]） - 田中将大2016年登場曲[3]
- 並木優
  - トキメキ☆インストール（編曲）
- ほしのあすか
  - Cassiopeia（編曲）
- 吉川友
  - きっかけはYOU!（編曲・ディレクション）
  - さよなら涙（ディレクション）
  - CANDY POP（編曲・ディレクション）
  - 冬空花火（編曲・ディレクション）
  - ハピラピ 〜Sunrise〜（作曲・編曲・ディレクション）
  - Love you forever（編曲・ディレクション）
  - 水色（編曲・ディレクション）
  - Sweetie（編曲・ディレクション）
  - こんな私でよかったら（編曲・ディレクション）
  - Early Snow（作曲・編曲・ディレクション）（大華奈央香名義で作詞[1]）
  - ～Ignition～（作曲・編曲・ディレクション）
  - 会いたくなったら（作曲・編曲・ディレクション）
  - ヒラヒラ星（作曲・編曲・ディレクション）
  - Knight Flight（編曲・ディレクション）
  - Time to zone（編曲・ディレクション）
  - ありのままのI LOVE YOU!（編曲・ディレクション）
  - ハコの中のブルー（編曲・ディレクション）
  - Make YOU!（編曲・ディレクション）
  - URAHARAテンプテーション（作曲・編曲・音楽プロデュース）
  - いいじゃん（作曲・編曲・音楽プロデュース）
  - あまいメロディー（作曲・編曲・音楽プロデュース）
  - 「すき」の数え方（編曲・音楽プロデュース）
  - 花（作曲・編曲・音楽プロデュース）
  - WILDSTRAWBERRY（作曲・編曲・音楽プロデュース）
  - アカネディスコ（作曲・音楽プロデュース）
  - こんな愛しちゃ（作曲・音楽プロデュース）
  - プラネタリウム（音楽プロデュース）
  - Stairways（音楽プロデュース）
  - チャーミング勝負世代（編曲・Mix）
  - Maneiro!（作曲・音楽プロデュース・Mix）
  - DISTORTION（編曲・音楽プロデュース）
  - 華麗なる大変身（作曲・音楽プロデュース）
- 戦国乙女〜桃色パラドックス〜
  - SENGOKU GROOVE（編曲）
- アスタロッテのおもちゃ!
  - この世はミステリー（編曲）
  - スイッチ・オン!!!（編曲）
- PASSPO☆
  - ViVi夏（編曲・ディレクション）
  - キス＝スキ（編曲・ディレクション）
  - ハカナ（編曲・ディレクション）
  - 君は僕を好きになる（編曲・ディレクション）
- ぬらりひょんの孫~千年魔京~
  - my shining sword（編曲）
- YA-KYIM
  - Tower!（編曲）
- アップアップガールズ（仮）
  - Going my ↑（作曲・編曲・音楽プロデュース）（大華奈央香名義で作詞[1]）
  - お願い魅惑のターゲット（編曲・音楽プロデュース）
  - バレバレI LOVE YOU（作曲・編曲・音楽プロデュース）
  - Rainbow（作曲・編曲・音楽プロデュース）
  - メチャキュン♡サマー ( ´ ▽ ` )ノ（作曲・編曲・音楽プロデュース）
  - サイリウム（作曲・編曲・音楽プロデュース）
  - UPPER ROCK（作詞・作曲・編曲・音楽プロデュース）
  - イチバンガールズ!（作詞・作曲・編曲・音楽プロデュース）
  - サバイバルガールズ（作詞・作曲・編曲・音楽プロデュース）
  - overture(仮)（作曲・編曲）
  - リスペクトーキョー（作曲・編曲・音楽プロデュース）
  - Dateline（作曲・編曲・音楽プロデュース）
  - Next Stage（作詞・作曲・編曲・音楽プロデュース）
  - 銀河上々物語（作曲・編曲・音楽プロデュース）
  - Burn the fire!!（作曲・編曲・音楽プロデュース）
  - ナチュラルボーン・アイドル（作曲・編曲・音楽プロデュース）
  - アップアップタイフーン（作曲・編曲・音楽プロデュース）
  - SAMURAI GIRLS（作詞・作曲・編曲・音楽プロデュース）
  - サンタクロース（作曲・編曲・音楽プロデュース）
  - ENJOY!! ENJO(Y)!!（作曲・編曲・音楽プロデュース）
  - アプオメっ!! ~お正月だょ 全員集合!~（作曲・編曲・音楽プロデュース）
  - Next Stage（作詞・作曲・編曲・音楽プロデュース）
  - チェリーとミルク（作曲・編曲・音楽プロデュース）
  - (仮)は返すぜ☆be your soul（作曲・編曲・音楽プロデュース）
  - 全力! Pump Up!!（作詞・作曲・編曲・音楽プロデュース）
  - キラキラミライ（作曲・編曲・音楽プロデュース）
  - 美女の野獣（作詞・作曲・編曲・音楽プロデュース）
  - パーリーピーポーエイリアン（作曲・編曲・音楽プロデュース・Mix）
  - アッパーレー（作曲・編曲・音楽プロデュース・Mix）
  - Shout!!!!!!!（作詞・作曲・編曲・音楽プロデュース・Mix）
  - !!!!!!!!（編曲・音楽プロデュース・Mix）
  - 君という仮説（作曲・編曲・音楽プロデュース・Mix）
  - YOLO（作曲・編曲・音楽プロデュース・Mix）
  - FOREVER YOUNG（作曲・編曲・音楽プロデュース）
  - サムライドル 〜武士女道の上より〜（作曲・編曲・音楽プロデュース）
  - ショートカットに片想い（作曲・編曲・音楽プロデュース）
  - ダーリンはロストチャイルド（作曲・音楽プロデュース）
  - メガモリッ!ma vie!!（作曲・音楽プロデュース）
  - スタートライン（作曲・音楽プロデュース）
  - 上々ド根性（作曲・音楽プロデュース）
  - イチバンガールズ!2017（作詞・作曲・編曲・音楽プロデュース）
  - Overture（仮）NEO（作曲・編曲・音楽プロデュース）
  - 最高シャイガール（作曲・音楽プロデュース）
  - KOMEDIUM（編曲・音楽プロデュース）
  - 勝ってたいんだよ（編曲・音楽プロデュース）
  - 私達（編曲・音楽プロデュース）
  - 愛愛ファイヤー!!（作曲）
  - 私達(with friend)（編曲）
  - アゲノミクス!!（作曲）
  - キミロス（作曲・編曲）
  - ヒート ビート アイランド（作曲）
  - 5 to the 5th Power（作詞・作曲）
  - HAPPY NAKED!!（作曲）
  - 一歩目のYES!（作曲）
  - 宣戦 Brand New World!（作曲）
- アップアップガールズ(2)
  - 二の足Dancing（作曲・音楽プロデュース）
  - どしゃぶりのテラス席（作曲・音楽プロデュース）
  - っていう初恋のお約束（作曲・音楽プロデュース）
  - エンジェル演じて20年（作曲・音楽プロデュース）
- Prizmmy☆
  - Party Driver（作曲・編曲・音楽プロデュース）
  - my Transform（作曲・編曲・音楽プロデュース）
  - Summer day（作曲・編曲・音楽プロデュース）
  - BRAND NEW WORLD!!（作曲・編曲・音楽プロデュース）
  - Prizmmy☆'s AISATSU SONG（作曲・編曲・音楽プロデュース）
  - Body Rock（作曲・編曲・音楽プロデュース）
  - Best Friend（作曲・編曲・音楽プロデュース）
  - パンピナッ!（作曲・編曲・音楽プロデュース）
  - ありがとう ~Dear father and mother~（作曲・編曲・音楽プロデュース）
  - BOY MEETS GIRL（編曲・音楽プロデュース）
  - EZ DO DANCE（編曲・音楽プロデュース）
  - パーリィー☆パーリィー（編曲・音楽プロデュース）
  - Tear Smile（作曲・編曲・音楽プロデュース）
  - Best Friend Live ver.（作曲・編曲・音楽プロデュース）
  - BOY MEETS GIRL Live ver.（編曲・音楽プロデュース）
  - CRAZY GONNA CRAZY（編曲・音楽プロデュース）
  - Butterfly Effect（作曲・音楽プロデュース）
  - Dance Away（作曲・音楽プロデュース）
  - Jumpin'! Dancin'!（作曲・音楽プロデュース）
  - ワンダ!!!!（作曲・音楽プロデュース）
  - NEO UNIVERSE（作曲・音楽プロデュース・Mix）
  - 全身全霊ゴーマイウェイ!!（作曲・音楽プロデュース・Mix）
  - OVERCLOCK ME（作曲・編曲・音楽プロデュース）
  - Shiny Colors!!（作曲・音楽プロデュース）
  - Spark!!（作曲・音楽プロデュース）
  - Dive In Love（作曲・音楽プロデュース）
  - Tear Smile ~2017年ver~（作曲・音楽プロデュース）
- Prism☆Box
  - RainBow×RainBow（編曲・音楽プロデュース）
  - Boyfriend（作曲・編曲・音楽プロデュース）
  - ハッピースター☆レストラン（作曲・音楽プロデュース）
  - キラキランウェイ☆（作曲・音楽プロデュース）
  - ずっとも!Zoo（作曲・音楽プロデュース）
- プリズム☆メイツ
  - Glory Days（作曲・音楽プロデュース）
  - Dancing Doctor（作曲・音楽プロデュース）
  - ポジカルワールド（作曲・音楽プロデュース）
  - チョコレートパラダイス（作曲・音楽プロデュース）
- KING OF PRISM by PrettyRhythm
  - EZ DO DANCE -K.O.P. REMIX-（編曲・Mix）
- アイドルタイムプリパラ
  - チクタク・Magicaる・アイドルタイム!（作曲・音楽プロデュース）
  - あっちゃこっちゃゲーム（作曲・音楽プロデュース）
  - Miss.プリオネア（作曲・音楽プロデュース）
  - Giraギャラティック・タイトロープ（作曲・音楽プロデュース）
  - ゴー!ゴー!ゴージャス!（作曲・音楽プロデュース）
  - メイクマニー・メイクドリーム（作曲・音楽プロデュース）
- WITH
  - 好きにしてI-I-Z-E（作曲・音楽プロデュース）
  - DANCE PRINCE（作曲・音楽プロデュース）
  - スーパー・ダーリン（作曲・音楽プロデュース）
  - マジック・アワー（作曲・音楽プロデュース）
  - オレーザービーム（作曲・音楽プロデュース）
- ハッピーナ
  - オチョオチョ（編曲）
- 私立恵比寿中学
  - 約束（作曲・編曲）
- 花団
  - ウレカケタオトコタチ（編曲）
- Doll☆Elements
  - 君のハートに解き放つ!（編曲・音楽プロデュース）
  - 君のコト守りたい!（編曲・音楽プロデュース）
  - 君のトナリで踊りたい!（編曲・音楽プロデュース）
  - 君のネガイ叶えたい!（編曲・音楽プロデュース）
  - 君に桜ヒラリと舞う（編曲・音楽プロデュース）
  - 君とミライ作りたい!（編曲・音楽プロデュース）
  - 君のオモイ届けたい（編曲）
  - あれれれ?ここはどこ?（編曲）
  - I will be…（作曲・編曲）
  - Double（作曲・編曲）
  - Judgment（作曲・編曲）
  - そして I love you…（作曲・編曲）
  - Take Away（作曲・編曲）
  - Fake（作曲・編曲）
  - Doll Magic（編曲）
  - 君へと続く流れ星（編曲）
  - Higher（編曲・Mix）
  - しゅがーれす（編曲・Mix）
  - いつでも君の味方だよ（編曲）
- 吉河順央
  - 隣の彼方のエトワール （作曲・編曲・音楽プロデュース）
- メレンゲ
  - 僕らについて（編曲）
- チーム・負けん気
  - 無限、Fly High!!（作曲・編曲・音楽プロデュース）
- Sendai☆syrup
  - 愛と呼ぶらしい（編曲）
  - タラレバリロード（編曲）
- LinQ
  - Bang Bang LinQ Island（編曲）
- A.B.C-Z
  - Stay with me♡（編曲）
- Bitter & Sweet
  - 恋愛WARS（作曲・編曲）
  - Rolling Days（B&S Edition）（編曲）
  - オレンジライン（作曲・編曲）
  - ハレルヤ（作曲・編曲）
- Trefle
  - Butter-Fly（編曲・音楽プロデュース）
  - One Time（編曲・音楽プロデュース）
  - 桜（編曲・音楽プロデュース・Mix）
  - 君の呼ぶ名前（音楽プロデュース・Mix）
  - いつかの空に（作詞・作曲・音楽プロデュース・Mix）
  - Sing Sing（音楽プロデュース・Mix）
  - the one step shining star（音楽プロデュース・Mix）
  - 春夏秋冬（音楽プロデュース・Mix）
  - 君の呼ぶ名前（音楽プロデュース・Mix）
  - Guilty（音楽プロデュース・Mix）
  - 風吹く朝に・・・（音楽プロデュース・Mix）
  - 内緒のエンペリーゼ （音楽プロデュース・Mix）
- NωA
  - ネバギバ☆I LOVE YOU（作曲・音楽プロデュース）
  - Going my ωay!!!!!～キミはひとりじゃない～（編曲・音楽プロデュース）
  - ωe are the HERO!!（作曲・音楽プロデュース）
- 3B junior
  - 走れ!（作曲・編曲）
- デジモンアドベンチャー tri.
  - 永遠のパズル（編曲）
  - Ring（編曲）
  - 記憶のカケラ-Koshiro Side-（作曲）
  - 記憶のカケラ-Tentomon Side-（作曲）
- ユメオイ少女
  - テキーナサンライズ（作曲・音楽プロデュース）
  - Our Song （作曲・音楽プロデュース）
  - 叶えたい夢があるんだ!! （作曲・音楽プロデュース）
- ハロプロ研修生北海道 feat.稲場愛香
  - ハンコウキ!（編曲）
- たぴみる
  - 好きなもの、好きなこと（編曲）
- KING OF PRISM プリズムラッシュ! LIVE
  - レッドナイト・ヴァンパイア（作曲・音楽プロデュース）
  - 氷上白浪男（作曲・音楽プロデュース）
- はちみつロケット
  - MOTTO MOTTO!!（作曲・編曲）
- キラッとプリ☆チャン
  - レディー・アクション!（作曲・音楽プロデュース）
  - ワン・ツー・スウィーツ（作曲・音楽プロデュース）
  - スキスキセンサー（作曲・音楽プロデュース）
  - えもめきピッカーン（作曲・音楽プロデュース）
  - シアワ星かわいい賛歌（作曲・音楽プロデュース）
  - キューティ・ブレイキン（作曲・音楽プロデュース）
  - インディビジュアル・ジュエル（作曲・音楽プロデュース）
  - コトバ・ブーケ（作曲・音楽プロデュース）
  - プラネタリウムの殻（作曲・音楽プロデュース）
  - アドリブ・デスティニー（作曲・音楽プロデュース）
- 宮本佳林
  - 未来のフィラメント（作曲・音楽プロデュース）
- ひみつのアイプリ
  - Perfect☆STARs（作曲・音楽プロデュース）
  - ココロ・アストロノーツ（作曲・音楽プロデュース）
- CANDY TUNE
  - 夏しかサマー（作曲）

### リミックス参加作品
- KONAMI ADDICTION〜FOR ELECTRO LOVERS〜
  - 沙羅曼蛇 (Michitomo Remix)
- BIGBANG
  - Candle（Michitomo Remix）
  - 声をきかせて -Club Mix-
- INFLAVA
  - Tuning <自分大好きリミックス>
- 中森明菜
  - DIVA（michitomo Remix）
  - Heartache（michitomo Remix）
- SPYAIR
  - Dead Coaster (Remix)
- MAA
  - バレリーナ・ブレインシステム -michitomo Remix-
- 吉川友
  - きっかけはYOU!（Remix）
  - ハピラピ~Sunrise~（Remix）
  - こんな私でよかったら（Remix）
- 戦国乙女〜桃色パラドックス〜
  - 戦国呼称唄～陽炎リミックス～（戦国乙女8人衆）
- バニラビーンズ
  - トキノカケラ -Midnight flavor remix-
  - Night on the Earth（michitomo Remix）
- アップアップガールズ（仮）
  - アッパーカット!（super combo Remix）
  - UPPER ROCK（ScreeeeeeaMix）
  - 全力!Pump Up!! -ULTRA Mix-
  - バレバレ I LOVE YOU（∞Remix）
- Prizmmy☆
  - BOY MEETS GIRL -Prism Game Remix-
  - CRAZY GONNA CRAZY -Funkot Mix-
  - BRAND NEW WORLD!! -Summer Remix-
- KING OF PRISM -PRIDE the HERO-
  - CRAZY GONNA CRAZY
  - EZ DO DANCE -THUNDER STORM ver.-
- ストリートファイター
  - ザンギエフ [michitomo Remix]
- CR花の慶次~雲のかなたに~
  - 盃に花、浮かべて候。（michitomo Remix）

### 劇伴作品
- ROOKIESサウンドトラック（2008年・TBS）
- ハチミツとクローバーサウンドトラック（2008年・フジテレビ）
- きっかけはYOU!（2011年、ユニバーサルミュージック配給）
- 美男ですね（2011年、TBS）※共同（市川淳）
- Cheerfu11y（2011年、ユニバーサルミュージック配給）
- ビギナーズ!（2012年、TBS）※共同（市川淳）

### その他
- JR東海 インフォマーシャル「スマートEX」（2018年）（音楽プロデュース）